# Rundfunkchor
Ein Rundfunkchor ist ein Klangkörper einer Rundfunkanstalt. In der Regel handelt es sich bei Rundfunkchören um Profichöre, also um gemischte Chöre mit professionell ausgebildeten und festangestellten Chorsängern. Wegen des Kulturauftrags öffentlich-rechtlicher Rundfunkanstalten liegt der Schwerpunkt des Repertoires oft – aber nicht immer – stärker als bei Chören in freier Trägerschaft in der Pflege zeitgenössischer Musik. In der Regel besteht auch eine enge Zusammenarbeit der Chöre mit dem jeweiligen Rundfunkorchester, besonders bei Produktionen im oratorischen Bereich, bei der Chorsinfonik und Opern.
Die Stellung der Rundfunkchöre hängt stark von der allgemeinen Rundfunklandschaft im jeweiligen Land ab. Während in den USA wegen der rein privatwirtschaftlich organisierten Radiolandschaft Rundfunkchöre nahezu unbekannt sind (der NBC Chorus, der dem für Arturo Toscanini gegründeten NBC Symphony Orchestra angegliedert war, blieb eine zeitlich begrenzte Ausnahme), haben sie in vielen europäischen Ländern seit Jahrzehnten eine feste Rolle im Musikleben. Besonders hervorzuheben ist hier Skandinavien, wo die Rundfunkchöre einen entscheidenden Motor der zeitgenössischen Chormusik bilden. Die Rolle der jahrzehntelangen Zusammenarbeit des Rundfunkchors Stockholm mit dem Chorleiter Eric Ericson, der zahlreiche neue Kompositionen förderte und uraufführte, kann dabei nicht hoch genug eingeschätzt werden.

## Bedeutende Rundfunkchöre
Deutschland
- RIAS Kammerchor
- Rundfunkchor Berlin
  - siehe auch: Rundfunk-Orchester und -Chöre gGmbH
- RIAS Jugendchor
- WDR Rundfunkchor Köln
- SWR Vokalensemble Stuttgart (früher: Südfunk-Chor)
- Chor des Bayerischen Rundfunks
- MDR-Rundfunkchor Leipzig
- MDR-Kinderchor
- NDR Vokalensemble (bis 2021 NDR Chor)
- Rundfunk-Jugendchor Wernigerode
- Rundfunk-Kinderchor Berlin

Österreich
- Chor des Österreichischen Rundfunks (bis 1995)

Schweiz
- Coro della Radiotelevisione della Svizzera Italiana

Belgien
- Vlaams Radio Koor

Bulgarien
- Bulgarian State Television Female Vocal Choir

Dänemark
- DR KoncertKoret

Frankreich
- Chœur de Radio France

Italien
- Coro di Milano della Radiotelevisione Italiana
- Coro di Roma della Radiotelevisione Italiana
- Coro di Torino della Radiotelevisione Italiana

Niederlande
- Nederlands Radio Koor

Polen
- Chór Polskiego Radia w Krakowie

Schweden
- Rundfunkchor Stockholm

Tschechien
- Pěvecký sbor Českéhorozhlasu

Vereinigtes Königreich
- BBC Symphony Chorus
- BBC Singers

## Aufnahmen/Tonträger
Deutscher Musikrat: CD-Serie Musik in Deutschland 1950–2000
- Rundfunkchöre 1950–1975
- Rundfunkchöre 1975–2000